# Peterbilt 281
Le Peterbilt 281 est un modèle de tracteur routier produit par l'entreprise Peterbilt de 1956 à 1959. Contrairement au Peterbilt 351 dont il dérive et qui possède deux essieux arrière, le 281 n'en possède qu'un seul. Le modèle est célèbre pour sa présence dans le téléfilm Duel de Steven Spielberg, adapté ensuite au cinéma.

## Historique
En 1954, Peterbilt introduit dans sa gamme le 351 en remplacement du modèle 350 arrivé en 1949. Le 351 est équipé à l'arrière de deux essieux porteurs. La version à un seul essieu porteur, dénommée 281, est lancée en 1956. Les deux modèles sont disponibles en version classique (conventional) ou cab over. Alors que la production du 281 cesse en 1959 après seulement 123 unités produites, le 351 restera au catalogue jusqu'en 1976, ce qui en fait le Peterbilt dont la production a été la plus longue.

## Version 351
Cette version dispose d'un moteur plus puissant ainsi qu'un essieux supplémentaire.

## Présence dans le filmDuel

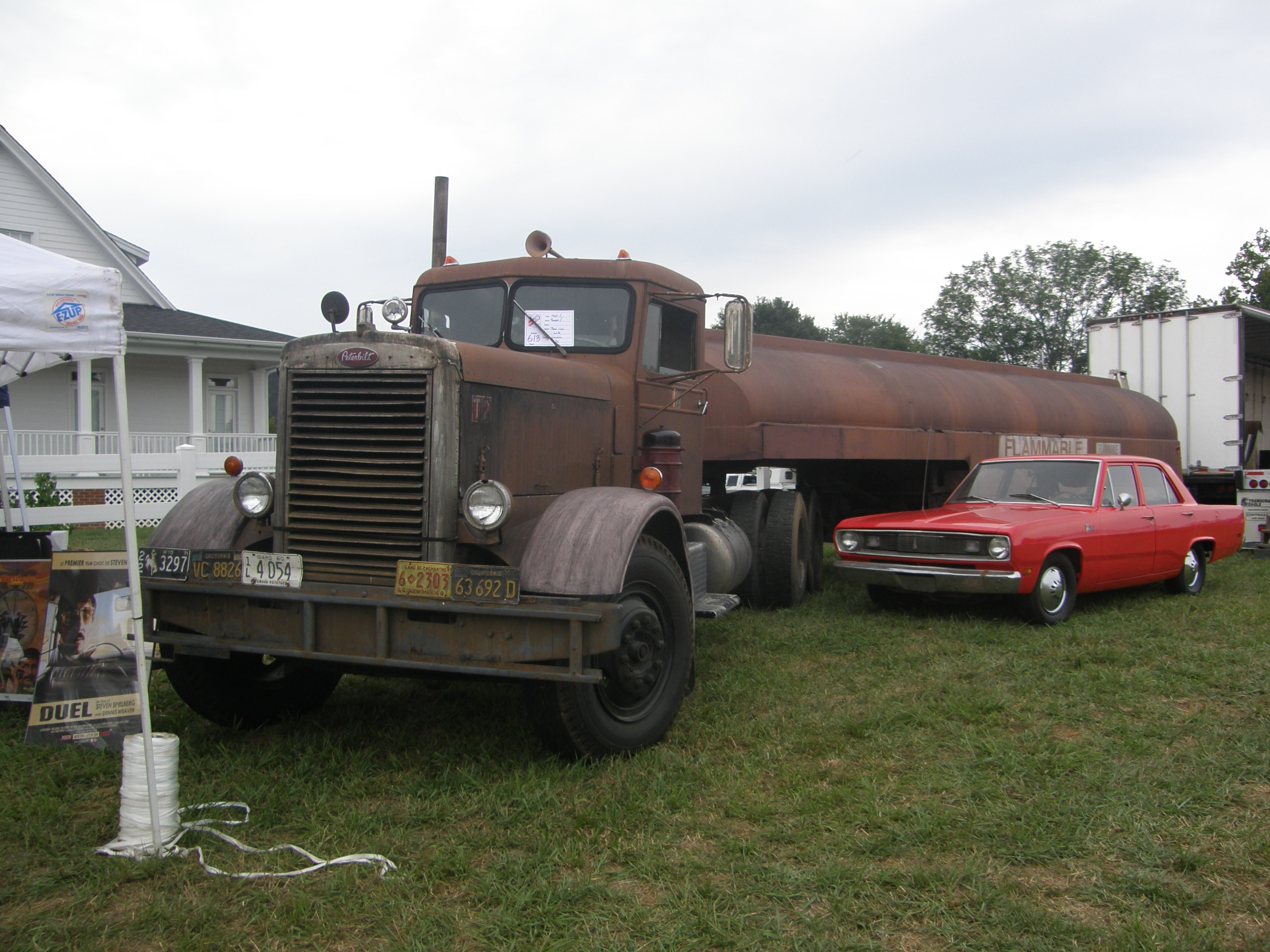
Le Peterbilt 281 du film Duel.

Le modèle 281 est célèbre pour sa présence dans Duel, un film de suspense mettant en scène un représentant en informatique, interprété par Dennis Weaver, dont la vie est menacée par un homme au volant d'un Peterbilt 281 sale et rouillé. En réalité, trois camions ont été utilisés au cours du tournage : un Peterbilt 281 de 1956 (ou 1955 selon les sources) avec un essieu arrière supplémentaire sert pendant la majorité du film et est détruit dans la scène finale, un deuxième Peterbilt 281 de 1960 prévu comme doublure en cas de défaillance du premier ainsi qu'un Peterbilt 351 de 1964 qui sert à tourner les scènes supplémentaires quand le film est adapté au cinéma. En 2018, le modèle de 1960 existe toujours et appartient à un collectionneur privé Brad Wike vivant a Taylorsville en Caroline du Nord (photo ci-contre).